# Port de Dalian
Le port de Dalian est situé à Dalian en République populaire de Chine. Il a un trafic de 222 millions de tonnes de marchandises et de 3,212 millions d'EVP en 2007.